# Berlitz School of Languages

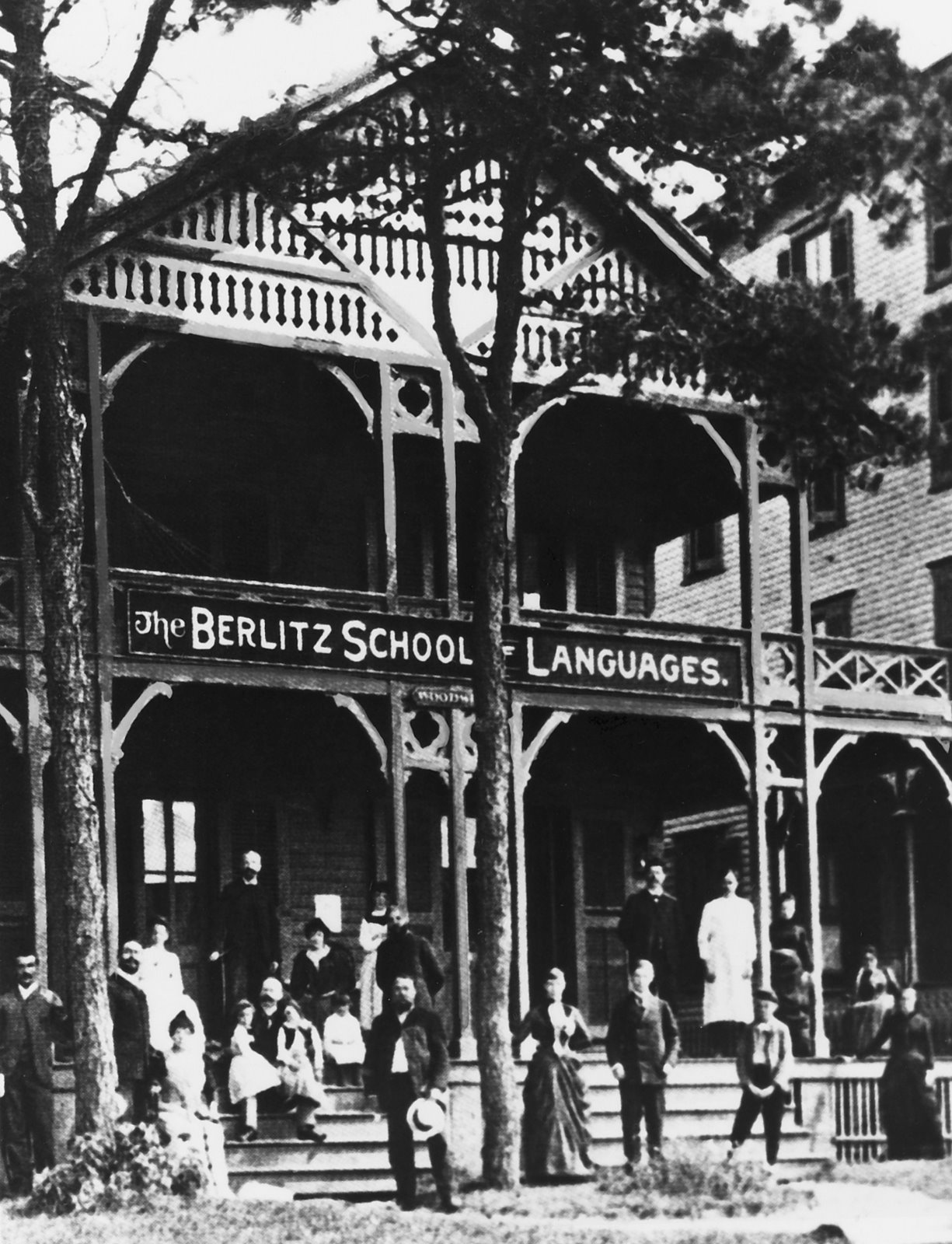
La prima Berlitz Language School, a Providence (1878)

La Berlitz School of Languages (poi Berlitz International, Inc. e, a partire dal 2010, Berlitz Corporation) è una società fondata da Maximilian Berlitz nel 1878, a Providence, Rhode Island, negli Stati Uniti. Il nipote di Maximilian Berlitz, Charles Berlitz collaborò nella società dello zio diventando autore di dizionari tascabili e frasari per turisti ed ebbe anche un importante ruolo nella diffusione dei corsi di lingua su supporto magnetico. Ad oggi esistono circa 550 sedi Berlitz in più di 70 paesi nel mondo.

## Storia
Nato in una famiglia d'insegnanti e matematici, Maximilian Berlitz trascorre la sua infanzia in Germania fino al 1872 quando emigra negli Stati Uniti. Qui inizia a impartire lezioni di greco, latino e altre sei lingue europee. Grazie ad una solida reputazione come insegnante privato, Maximilian Berlitz entra nel Warner Polytechnic College, come professore di francese e tedesco. In pochi anni diventa responsabile di tutta la formazione linguistica del College. 
Grazie al successo del metodo da lui inventato, Maximilian Berlitz apre presto scuole nel New England e nella East Cost, spostando nel 1886 il suo centro operativo a New York. Nel 1888 sbarca in Europa a Berlino e l'anno seguente a Parigi e Londra. Il nuovo secolo si apre con oltre 100 scuole Berlitz nel mondo, dall'America Latina alla Russia.  Agli inizi degli anni sessanta si apriranno le prime scuole in Asia, la prima si aprirà nel 1966 in Giappone a Tokyo.

### La storia della Berlitz in Italia
Tra le prime scuole in Italia si possono menzionare quella di Roma in via dei Fornari aperta nell'ottobre del 1898 e quella di Brescia nel 1903 su iniziativa di Gustavo e Felice Gardelli. Tra gli insegnanti Berlitz del periodo, si ricorda lo scrittore irlandese James Joyce presso la sede di Trieste; tra i suoi studenti, vi fu il giovane Italo Svevo. Durante la seconda guerra mondiale furono costrette tutte alla chiusura dal regime fascista.  Nel 1969 nacque una nuova società, la Berlitz Schools of Language Italia Spa, tuttavia, cessò l'attività nel 1975; riaprì alla fine degli anni ottanta con le sedi di Roma e Milano.

### Cronologia essenziale
- 1878 la Berlitz viene fondata da Maximilian Berlitz in Providence (Rhode Island);
- 1881-1914 la Berlitz aprirà varie scuole negli Stati Uniti, in Europa, in America Latina e in Africa;
- 1929-1945 la Berlitz è una delle poche multinazionali statunitensi a sopravvivere alla grande depressione e a due guerre mondiali;
- 1964 la Berlitz registra il marchio Berlitz Total Immersion un programma intensivo per l'insegnamento delle lingue straniere;
- 1966 la Berlitz aprirà varie scuole in Asia, la prima sarà quella di Tokyo;
- 1970 la Berlitz è proprietaria della Berlitz Multi Media che produce materiale didattico per l'insegnamento delle lingue;
- 1982 la Berlitz registra il marchio Berlitz Kids che realizza materiale e corsi di lingue rivolto ai bambini ed agli adolescenti;
- 1994 la Berlitz registra il marchio Berlitz Cultural Consulting che fornisce servizi di consulenza ai suoi clienti su viaggi e trasferte d'affari;
- 2002 la Berlitz registra il marchio Berlitz English, è un sistema integrato per l'insegnamento della lingua inglese che si compone di libri di corso, audio CD, CD-ROM ed un sito web dedicato;
- 2003 la Berlitz registra il marchio Berlitz Virtual Classroom, è un servizio che offre l'insegnamento delle lingue in modalità distance learning.

## Il metodo Berlitz
Nel 1878 quando decide di fondare una propria scuola di lingue e cerca un assistente per l'insegnamento del francese, seleziona il giovane Nicholas Joly che però non parla inglese. Maximilian Berlitz deve quindi trovare velocemente una soluzione per permettere il regolare svolgimento delle lezioni. Maximilian Berlitz spiega a Nicholas Joly come strutturare le lezioni: indicare degli oggetti pronunciando il loro nome in francese, mimare i verbi nel modo più chiaro possibile e farlo ripetere agli studenti.
Il Metodo Berlitz è basato sulla comunicazione: durante le lezioni viene usato un vocabolario pratico e la grammatica. 
Gli insegnanti di madre lingua adottano quindi un approccio diretto basato sull'ascolto e sulla conversazione, che integrano con esercizi mirati di lettura e scrittura. In questo modo si riproduce il naturale processo di apprendimento della propria lingua madre.

## Proprietà
La Berlitz è diventata una società controllata della Macmillan Publishers nel 1966. Nel 1993, Berlitz è stata acquisita dalla Fukutake Publishing Co Ltd ora nota come Benesse Corporation.